# 姿晴香
姿晴香（日语：／，1952年9月7日—），前寶塚歌劇團星組主演娘役，瀨戶內美八和峰さを理的相手。東京都人，身高160公分，血型AB型，現為しまだプロダクション公司旗下演員。

## 簡介
- 1973年，進入寶塚歌劇團，59期生，同期生有大地真央(前月組主演男役)、平みち(前雪組主演男役)、山城はるか(前星組二番男役)、一樹千尋(現專科男役)。初舞台是星組公演『花かげろう(花蜻蜓)』。翌年4月被分配到花組，被定位為擅長舞蹈的男役。[1][2][3][4]
- 1979年，在寶塚Bow Hall公演『アップル・ツリー(蘋果樹)』被分配飾演女性角色，就轉為娘役，之後擔任花組二番娘役。
- 1982年，被組替至星組，東千晃退團後，就任星組主演娘役，擔任瀨戶內美八的搭檔。[4]瀨戶內美八退團後，隨即在1983年11月底，峰さを理就任星組主演男役的第一座大劇場『アルジェの男(阿爾及利亞的男人)』東京公演結束後退團，之後做為女演員演出電視劇、舞台劇、電影。

## 寶塚歌劇團時期

### 初舞台
- 1973年3月 星組公演『花かげろう(花蜻蜓)』／『ラ・ラ・ファンタシーク(La la fantasique)』[1]

### 花組時期
- 1975年7月 『ベルサイユのばら -アンドレとオスカル-(凡爾賽玫瑰-奧斯卡與安德烈篇)』新人公演 飾演:小公子(正式公演:寿ひずる)[5]
- 1976年8月 『うつしよ紅葉(時移世易)』新人公演 飾演:森蘭丸 (正式公演:寶純子)／『ノバ・ボサ・ノバ(Nova Bossa Nova)』
- 1978年9月 新宿KOMA劇場 『遥かなるドナウ(遠方的多瑙河)』新人公演 飾演:ゲオルグ伯爵(喬治伯爵)(正式公演:汐見里佳)／『エコーズ(回聲)』[6]
- 1979年3月 『紅はこべ(紅花俠,改編艾瑪·奧希茲原作同名小說)』新人公演 飾演:アンドリュー(安德魯)(正式公演:汐見里佳)／『花影記』新人公演 飾演:ヘンスティングス(黑斯廷斯)(正式公演:汐見里佳)[7]
- 1979年5月 寶塚Bow Hall公演 『アップル・ツリー(蘋果樹)』飾演:ナージラ(娜潔拉)[8]
- 1979年11月 『舞え舞え蝸牛(改編田邊聖子原作同名小說,為落窪物語的改編版本)』新人公演 飾演:阿漕 (正式公演:邦月美岐)／『ビューティフル・シティ(美麗的城市)』[9]
- 1980年1月 寶塚Bow Hall公演 『刀を抜いて(拔劍)』飾演:小紫[10]
- 1980年5月 『花小袖』新人公演 飾演:桔梗(正式公演:美雪花代)／『プレンティフル・ジョイ(豐收的喜悅)』＊初次擔任新人公演主角[2]
- 1980年11月 『友よこの胸に熱き涙を』新人公演 飾演:エルザ(艾爾莎)(正式公演:矢代鴻)
- 1981年5月 寶塚Bow Hall公演『ミステリー・ラブ(謎戀)』飾演:クロネコ[11]
- 1981年8月 寶塚Bow Hall公演『YOU・ME』[12]
- 1981年10月『エストリレータ(Estrellita/小星星)』飾演:フランシスカ(Francesca/芙蘭契絲卡)／『ジュエリー・メルヘン(珠寶童話)』[4]
- 1982年1月 寶塚Bow Hall公演『ボン・ボヤージュ!(一路順風!)』飾演:マダム・ブルビエ(布比爾女士)[13]
- 1982年3月 『アルカディアよ永遠に(永遠的阿卡迪亞)』飾演:王女サラ(莎拉公主)／『春の踊り(春之舞)』[14]

### 星組主演娘役時期
- 1982年6月 『エーゲ海のブルース(愛琴海的藍調)』飾演:ジャクリーヌ(賈桂琳)／『ザ・ストーム(風暴)』[2][4][15][16]
- 1982年9月 『海鳴りにもののふの詩が(武士詩中的海浪聲)』飾演:ユリーヌ／『魅惑』※全國巡迴公演[2][4]
- 1982年10月 寶塚Bow Hall公演『心中・恋の大和路(改編近松門左衛門創作人形淨琉璃「冥徒の飛腳」)』飾演:梅川[2][4][17]
- 1983年1月 『こぶし咲く春(春暖花開)』飾演:阿園／『ラブ・コネクション(愛的聯繫)』[2][4][18][19]
- 1983年4月 『オルフェウスの窓 -イザーク編-(奧爾佛士之窗-以撒/伊扎克篇)』飾演:ロベルタ(羅貝塔/Roberta)[4][20][21]
- 1983年11月 『アルジェの男(阿爾及利亞的男人)』飾演:サビーヌ(莎賓娜)／『ザ・ストーム(風暴)』＊退團公演[22][16]

## 寶塚歌劇團退團後

### 電視劇
- 1978年4月6日 關西電視台 『またまたどうなってるの!?』(又出什麼事了)[23]
- 1986年9月1日-26日 NHK綜合頻道『妻－愛は迷路－』(妻子-愛如迷宮)飾演:しず子[24][25]
- 1988年1月5日-1989年9月26日 日本電視台『長七郎江戸日記2第51話「別れ霜」』(長七郎江戶日記第2季第51話「別離霜」)飾演:於滝 [26]
- 1988年1月6日-3月23日 NHK『とっておきの青春』(最難忘的青春)[27][28]
- 1988年9月29日 朝日電視台『御宿かわせみ1』(御宿翡翠1)[29]
- 1988年11月19日 NHK綜合頻道『庄内おんな風土記』[30][31]
- 1989年1月12日-3月23日 富士電視台 『ヘイ！あがり一丁』(一杯綠茶) 飾演:田代志乃[32]
- 1989年4月12日 日本電視台『空飛ぶ母子企業』[33]
- 1989年8月29日 日本電視台『京都・女性記者シリーズ:京都鞍馬殺人街道』(京都女記者系列:京都鞍馬殺人街道)飾演:遠山優子[34]
- 1989年10月8日 日本電視台『星誕祭～かけがえのない愛へ～』(星誕祭-敬不可替代的愛)[35]
- 1989年11月10日 富士電視台 『偽証・さわられた女』(偽證，那個被感動的女人)[36]
- 1990年2月10日 朝日放送電視台 『新・部長刑事　アーバンポリス24』(新部長刑事-城市警察24)[37]
- 1990年5月30日 日本電視台 『街角の法廷』(街角的法庭)[38]
- 1990年7月4日 日本電視台 『男の事情シリーズ(1) 弟よ！』(男子漢的事情1:哥哥)[39]
- 1990年8月15日 TBS電視台 『愛と哀しみの海　戦艦大和の悲劇』(愛與悲傷之海:大和號戰艦的悲劇)[40]
- 1990年9月12日 日本電視台 『罪人なる我等のために』(為了我們這些罪人)[41]
- 1990年9月24日 關西電視台 『すばらしい偶然』(無巧不成書)[42]
- 1990年11月27日 日本電視台 『夢を喰う男』(食夢者)[43]
- 1991年3月7日 讀賣電視台 『愛の絆』(愛的牽絆)飾演:田所綾乃[44][45]
- 1991年4月15日 關西電視台 『伊勢湾・鳥羽…海からの招待状』(伊勢灣・鳥羽…來自大海的邀請)[46]
- 1991年11月21日 富士電視台 『世にも奇妙な物語(2)「前世の恐怖」』(世界奇妙物語:前世的恐懼)[47][48]
- 1992年6月12日 富士電視台 『事件』[49]
- 1992年6月19日 富士電視台 『グッド・バイ 私が殺した太宰治』(再見，我殺了太宰治)[50]
- 1992年9月22日 日本電視台 『松本清張スペシャル　山峡の湯村』(松本清張特別篇:山中的溫泉旅館)飾演:内海元子[51][52]
- 1993年5月31日 TBS電視台 『小児外科病棟　あしたまたね！』(小兒外科病房 明天見!)[53][54]
- 1993年6月29日 日本電視台 『六月の花嫁(4)青い薔薇殺人事件』(六月的新娘4:青色薔薇殺人事件)[55][56]
- 1993年10月19日 日本電視台 『地方記者立花陽介(2)伊賀上野通信局』飾演:足立よしみ[57][58][59]
- 1993年11月6日 朝日電視台『殺意のバカンス 岡山着 15時32分 こだま号 謎の同乗者！』(殺人假期:15點32分到達岡山 兒玉號 神秘乘客!)飾演:東坂美穂[60][61]
- 1993年11月16日-12月21日 朝日放送電視台 『真夜中を駆けぬける』(在午夜時分奔跑)飾演:島本和歌子[62]
- 1994年4月1日 東京電視台 『闇の狩人』(黑夜獵人)飾演:おしま[63]
- 1994年5月1日 IBC岩手放送 『ねじれた記憶』(扭曲的記憶)[64]
- 1994年5月3日 日本電視台 『新・女検事 霞夕子1 ペルソナ･ノン･グラータ』(新女檢察官霞夕子:不受歡迎的人)飾演:緒方しのぶ[65][66]
- 1994年7月8日-9月23日 TBS電視台 『カミング・ホーム』(回家)[67]
- 1994年7月23日 朝日電視台 『船長シリーズ:愛と死の殺人航路』(船長系列:愛與死亡的謀殺航線)[68]
- 1994年9月6日  日本電視台 『救急指定醫院2』(急救指定醫院2)飾演:荻野晴美[69]
- 1994年10月8日-1996年1月20日 朝日電視台 『暴れん坊将軍VI:盗賊の娘』(暴坊將軍6:盜賊的女兒)飾演:阿静[70]
- 1994年11月22日 日本電視台 『検事　霧島三郎』(檢察官霧島三郎)[71]
- 1994年12月17日 朝日放送電視台 『新・赤かぶ検事奮戦記(1)飛騨小糸坂の白骨』(新紅蘿蔔檢察官奮鬥記:飛騨小糸坂的白骨)飾演:中津百代（和代）[72][73]
- 1995年1月1日 TBS電視台 『愛と野望の独眼竜　伊達政宗』(愛與野心的獨眼龍 伊達政宗)飾演:喜多[74]
- 1995年1月8日-12月10日  NHK 『八代將軍吉宗』飾演:柳澤定子[75]
- 1995年1月12日-3月9日 讀賣電視台 『寝たふりしてる男たち』(裝睡的男子)[76]
- 1995年1月14日 朝日放送電視台 『新・部長刑事　アーバンポリス24 :第218回 嘘つき女刑事！20歳の黙秘』(新部長刑事-城市警察24:說謊的女偵探!20歲的沉默)[77]
- 1995年4月1日 朝日電視台 『山村美紗スペシャル　京都・グアムミステリーツアー 新婚旅行殺人事件！容疑者は花嫁!?』(山村美紗特別篇 京都關島神秘之旅:蜜月殺人事件 新娘是嫌疑犯?)飾演:牧亞也子[78]
- 1995年7月14日 NHK 『宝引の辰捕者帳:第16話 講釈連続殺人』(寶引的捕快手冊第16話:說書連續殺人)[79]
- 1996年1月2日 東京電視台 『徳川剣豪伝　それからの武蔵』(德川劍豪傳 武藏的起點)飾演:阿松[80]
- 1996年2月20日 日本電視台 『やさしい遺言』(簡單的遺言)飾演:美砂[81]
- 1996年3月4日 TBS電視台 『保護司堂本ガンバります！郡上八幡連続殺人事件』(假釋官堂本飛腳在這!郡上八幡連續殺人事件)飾演:吉永千代[82]
- 1996年3月16日 朝日放送電視台 『津軽海峡を渡る殺人者』(津輕海峽對岸的殺人犯)飾演:三島夏江[83]
- 1996年7月1日-9月27日 東海電視台 『真夏の薔薇』(真夏的薔薇)飾演:川島郁子[84]
- 1996年8月5日-8月8日 NHK 『ヒロシマ　原爆投下までの4か月』(廣島原子彈爆炸前四個月)飾演:阿南綾子[85]
- 1997年2月1日 朝日電視台 『エステ美女連続殺人事件！』(美容美女連續殺人事件)飾演:杉山めぐみ[86][87]
- 1997年4月2日 朝日電視台 『はぐれ刑事純情派』(無賴形事純情派)[88]
- 1997年4月14日 TBS電視台 『和服デザイナー探偵:奥飛騨平家伝説殺人事件』(和服設計師偵探:奧飛騨平家傳說殺人事件)飾演:鬼洞寺菊代[89][90]
- 1997年5月6日 日本電視台 『女監察医室生亜季子(22)指紋』(女監察醫室生亞季子22:指紋)飾演:小林宏子[91][92]
- 1997年7月23日-9月3日 富士電視台 『銭形平次第6シリーズ 第3話「風鈴の女」』(銭形平次第6季第3話「風鈴之女」)[93][94]
- 1997年10月14日 日本電視台 『わが町－第9作』(我們的城市-第9部)飾演:浜野順子[95]
- 1997年10月16日-1998年3月12日 朝日電視台 『新・御宿かわせみ』(新御宿翡翠)飾演:香苗[96]
- 1998年2月13日 富士電視台 『女獣医 佐久間亜里 ペット誘拐殺人事件』(女獸醫 佐久間亞里 寵物誘拐殺人事件)飾演:マサコ[97]
- 1998年9月5日 朝日電視台 『おばはん刑事！流石姫子第1話』(歐巴桑刑警)飾演:丹羽時枝[98]
- 1998年9月23日 朝日電視台 『はぐれ刑事純情派(11)（第26回）』(無賴形式純情派第11季:26回)[99]
- 1999年6月30日-10月20日 富士電視台 『隠密奉行朝比奈第2シリーズ第2話』(隱密奉行朝比奈第2季第2話)飾演:ゆい[100]
- 1999年7月5日-9月24日 東海電視台 『愛の流星』(愛的流星)飾演:二宮朋子[101][102]
- 1999年7月27日 日本電視台 『警部補　佃次郎(8)　女たちの事情』(警部補佃次郎8:婦女事務)飾演:野澤春美[103][104]
- 1999年8月17日 日本電視台 『指名手配2』(通緝令2)飾演:今井佐和子[105]
- 2000年3月31日 富士電視台 『おばさんデカ 桜乙女の事件帖8』(厲害的大嬸 櫻乙女事件簿8)飾演:松木奈緒子[106][107]
- 2000年5月25日 朝日電視台 『別れる２人の事件簿』(「分手兩人的事件簿」第五集)飾演:名保美[108]
- 2000年6月10日 朝日電視台 『捜査検事・右近誠の殺人調書1』(搜查檢察官右近誠的殺人調查記錄1)飾演:畑中絹絵[109]
- 2000年6月17日 朝日放送電視台 『京都の女庭師風水探偵さくら子(1)洛北屋敷の密室殺人！』(京都女園藝師風水偵探櫻子(1)洛北區宅邸的密室殺人)飾演:廣瀬三千代[110][111]
- 2000年9月5日 日本電視台 『介護福祉士 哀しい嘘』(護理工作者:可悲的謊言)飾演:高木洋子[112]
- 2000年12月2日 朝日電視台 『船長シリーズ 殺意の密室航路』(船長系列:殺意的秘密海上航線)飾演:山上三津[113]
- 2001年1月19日 富士電視台 『おもろい夫婦事件帖1』(搞笑夫妻案例集1)飾演:宮川加奈[114][115]
- 2001年2月24日 朝日電視台 『牟田刑事官事件ファイル(29)』(牟田刑事官的案件檔案29)飾演:内山春子[116]
- 2001年6月6日 朝日電視台 『はぐれ刑事純情派(14)第10話』(無賴刑事純情派第14季第10話)飾演:吉田たい子[117]
- 2001年7月12日 朝日電視台『オヤジ探偵第1シリーズ第1話』(老爹偵探第1季第1話)飾演:笹本雅美[118]
- 2001年10月20日 朝日放送電視台 『駅弁探偵ミステリー列車』(鐵路便當偵探神祕列車)飾演:西山千草[119][120]
- 2001年12月18日 日本電視台 『取調室15』(偵查室15)飾演:沼田梨江[121][122]
- 2002年3月9日 朝日電視台 『家政婦は見た！(20)』(「家政婦的見證」20)飾演:叶宮子[123]
- 2002年3月14日 朝日電視台 『京都迷宮案内4 第4シリーズ 第10話』(京都迷宮指南第四季第10話)飾演:里見絢子
- 2002年3月31日 BS東視 『犯罪交渉人ゆり子2』(犯罪談判專家百合子4)飾演:佐佐木敏子[124]
- 2002年4月3日 朝日電視台 『はぐれ刑事純情派(15)第18話』(無賴刑事純情派第15季第18話)[125]
- 2003年1月5日 朝日電視台『OLが行く！お局VS新人、銀行大奥バトル』(辦公室女人站起來!官僚與新人、銀行內部的鬥爭)[126]
- 2003年1月5日-12月7日 NHK綜合頻道 『武藏MUSASHI』飾演:常高院[127]
- 2003年1月31日 富士電視台 『津軽海峡ミステリー航路2』(津輕海峽神秘航線2)飾演:西崎淑子[128]
- 2003年4月18日 富士電視台 『医局派遣医　藪仁平』(門診部派遣醫生 藪仁平)飾演:慶子[129][130]
- 2003年8月11日 TBS電視台 『流れ星お銀!事件解決いたします3』(流星阿銀!解決案件3)飾演:織川秀子[131][132]
- 2003年8月11日 朝日電視台『子連れ狼第6話』(帶子狼第6話)飾演:雨月尼
- 2004年1月26日 TBS電視台 『万引きGメン・二階堂雪11「美形願望」』(保安人員二階堂雪11「美好的願望」)飾演:南条亮子[133][134]
- 2004年2月1日 BS東視 『さすらい署長　風間昭平2』(流浪署長 風間昭平2)飾演:藤田頼子[135][136]
- 2004年4月14日-6月30日 朝日電視台 『はみだし刑事情熱系 最終章』(滿腔熱忱的刑警 最終章)飾演:杉浦久美[137]
- 2005年3月20日 BS東視 『猪熊夫婦の駐在日誌(2) 家路 』(豬熊夫婦的派駐日誌2:歸途)飾演:五十嵐洋子[138][139]
- 2005年3月26日 朝日電視台『結婚詐欺殺人事件:信州千曲川殺意の旅情』(結婚詐欺殺人事件 信州千曲川殺人旅行)飾演:宇佐美益江[140]
- 2005年4月4日-7月1日 東海電視台 『危険な関係』(危險關係)飾演:信田艶子[141]
- 2005年8月10日 BS東視『密会の宿4:「京都・箱根・鎌倉不倫カップル連続失踪殺人事件」』(幽會旅館4:京都、箱根、鎌倉婚外情連續失蹤殺人事件)飾演:清瀬しのぶ[142]
- 2005年10月2日-10月6日  NHK綜合頻道 『放送80周年記念 橋田壽賀子ドラマ:ハルとナツ　届かなかった手紙』(NHK開台80周年紀念劇:春與夏)飾演:高倉靜[143]
- 2006年1月1日 朝日電視台『相棒season4第11話「汚れある悪戯」』(相棒第4季第11話「藏污納垢的惡作劇」)飾演:畑山富貴子[144][145]
- 2006年2月24日 『浅見光彦シリーズ(22)首の女殺人事件』(淺見光彥系列22:女首領殺人事件)飾演:真杉伸子[146][147]
- 2006年3月2日 朝日電視台 『新・京都迷宮案内3 第8シリーズ 第8話』(新京都迷宮指南3 第8季第8話)飾演:町村百合[148][149]
- 2006年4月22日 NHK 『マチベン 第3話』(街頭律師第3話)飾演:裁判長[150]
- 2006年6月16日 富士電視台 『剣客商売スペシャル　女用心棒』(劍客生意經系列:女保鑣)飾演:阿幸[151]
- 2006年9月18日 NHK 『介護エトワール』(看護Etoile)飾演:錦織綾[152][153]
- 2007年5月12日 BS東視 『芸者小春姐さん奮闘記4　乱れ桜殺人事件』(藝妓小春奮鬥記4 落櫻繽紛殺人事件)飾演:君蝶[154][155]
- 2008年4月14日 TBS電視台 『山村美紗十三回忌追悼特別企画 狩矢警部(4)京都阿修羅王殺人事件』(山村美紗特別劇場狩矢警部系列4 京都阿修羅王殺人事件)飾演:南照美[156][157]
- 2008年12月15日 TBS電視台 『水戸黄門（第39部）第10話』飾演:おたき[158]
- 2009年1月5日 東京電視台 『サギ師リリ子:第12週 「ビッグ・ブロック」』(詐欺師梨梨子:第12週 「Big Block」)飾演:奈良橋純子
- 2009年6月1日-8月28日 東海電視台 『夏の秘密』(夏天的秘密)飾演:染谷蔦子[159]
- 2009年11月23日 TBS電視台 『水戸黄門 第40部第16話』飾演:黑鐵香苗
- 2010年12月24日 富士電視台 『人情女刑事・徳大寺操の淺草事件簿』(女刑警德大寺操的淺草事件簿)飾演:坪内頼子[160][161]
- 2011年7月6日 朝日電視台 『新・警視庁捜査一課9係 season3 第7話「殺人法廷」』(新警視廳搜查一課9係第3季第7話「謀殺法庭」)飾演:有末潤子[162][163]
- 2012年4月27日 富士電視台 『浅見光彦シリーズ44 砂冥宮』(淺見光彥系列44 砂冥宮)飾演:中島由利子[164][165][166]
- 2013年5月15日 朝日電視台 『遺留捜査第3シーズン第5話「折れた絵筆」』(遺留搜查第3季第5話「折斷的畫筆」)飾演:九条美紀[167][168]
- 2013年7月17日 東京電視台 『さすらい署長 風間昭平第10作 すみだ業平橋殺人事件』(流浪署長風間昭平10:墨田區業平橋殺人事件)飾演:三田尻寿美代[169][170]
- 2014年2月3日 TBS電視台 『刑事夫婦1』飾演:小田切加世[171][172]
- 2015年7月25日 朝日電視台 『おかしな刑事第12作』(奇怪的刑事12)飾演:金子千里[173][174][175]
- 2019年5月23日 朝日電視台 『科捜研の女 season19第6話「愛される悪魔」』(科搜研之女第19季第6話「親愛的惡魔」)飾演:森弘子[176][177]

### 電視節目
- 日本電視台 『TVムック・謎学の旅』(電視小丑與神祕學研究之旅)
- 富士電視台 『一枚の写真』(一張照片)
- NHK衛星第2頻道 『ペット相談』(寵物諮詢)
- 2005年3月23日 東京電視台 『朝は楽しく! ～第1部～』(早晨的樂趣!)
- 2005年4月9日  寶塚天空舞台 『華麗なる卒業生たち#68「姿晴香」』(華麗的畢業生68「姿晴香」)[178]
- 2006年1月28日  NHK綜合頻道 『バラエティー生活笑百科』(綜藝生活笑百科)
- 2020年12月23-24日 BS富士 『クイズ！脳ベルSHOW』(Quiz!腦貝爾SHOW)[179]

### 電影
- 1988年 『帝都物語』飾演:辰宮由佳理
- 1990年 『夢』
- 1990年 『風の子どものように』(像風的孩子)
- 1990年 『八つ墓村』(八墓村)飾演:田治見おきさ
- 1994年 『NIGHT_HEAD』(暗夜第六感劇場版)飾演:天元悠子
- 2001年 『ホタル』(螢火蟲)飾演:山岡秀治的母親
- 2001年 『GO』(GO!大暴走)飾演:久子

### 舞台及現場表演
- 紀伊國屋ホール(紀伊國屋廳) 『アルジャーノンに花束を』(獻給阿爾吉儂的花束)
- 1986年4月4日-15日 紀伊國屋ホール(紀伊國屋廳) 『愛のスクランブル』(爭奪愛情)
- 1990年3月10-25日 三越劇場 『夢千代日記』飾演:夢千代
- 2001年1月 明治座 『三味線やくざ』(三味線極道)
- 2003年 御園座 『旗本退屈男』

## 外部連結
- しまだプロダクション公司網站姿晴香的簡介 （页面存档备份，存于）
- 網路電影資料庫IMBD網站姿晴香的介紹頁面 （页面存档备份，存于）
- 日本Goo網站姿晴香的介紹頁面 （页面存档备份，存于）
- WEBザテレビジョン網站姿晴香的介紹頁面 （页面存档备份，存于）
- moviewalker網站姿晴香的介紹頁面 （页面存档备份，存于）
- bangumi.org網站姿晴香的介紹頁面 （页面存档备份，存于）
- oricon news網站的介紹頁面 （页面存档备份，存于）
- allcinema網站姿晴香的介紹頁面 （页面存档备份，存于）
- dimora.jp網站姿晴香的介紹頁面 （页面存档备份，存于）
- 日本偶像劇場網站姿晴香的介紹頁面 （页面存档备份，存于）